# Полиевкт (опера)
«Полиевкт» (итал. Poliuto) — опера Гаэтано Доницетти в трёх актах (1838) по мотивам одноимённой пьесы Пьера Корнеля (1642), основанной на житии мученика Полиевкта из Малой Армении. Либретто написал Сальвадоре Каммарано. 
В 1840 году переработана в большую оперу на французском языке под названием «Мученики» (фр. Les martyrs). Этот расширенный вариант оперы, если и можно услышать сегодня со сцены, то почти всегда в концертном исполнении. 

## История создания и постановок
Опера под названием «Полиевкт» была написана по заказу импресарио Доменико Барбайи для неаполитанского театра Сан-Карло и тенора Адольфа Нурри в 1838 году — вскоре после внезапной смерти жены композитора и его детей. Затронутые в этом произведении темы супружеской жертвенности и совместного мученичества должны были быть особенно близки композитору. Постановка не состоялась из-за противодействия цензуры, так как набожный неаполитанский король посчитал кощунственным изображать на сцене мученичество христианских святых. Так и не дождавшись оперы, призванной оживить его буксовавшую карьеру, певец Нурри выбросился из окна.
Тогда Доницетти отправился в Париж, где переработал произведение. Спустя два года, в 1840 году, опера была представлена в Парижской опере под названием «Мученики». Новая версия, сохранив 80 % музыки «Полиевкта», была адаптирована Эженом Скрибом под стандарты большой французской оперы в четырёх актах: включала расширенную увертюру, балетный дивертисмент и масштабный финал. Кроме того, композитор полностью переписал партию тенора, поскольку вокальные возможности нового исполнителя, Жильбера Дюпре, значительно отличались от данных Нурри. Несмотря на все усилия Доницетти и Скриба, парижская публика приняла оперу без восторга. Чаще, чем во Франции, она ставилась театрами Италии (в переводе на итальянский).
Оригинальная версия «Полиевкта» была впервые поставлена в Италии лишь 30 ноября 1848 года, в том же театре Сан-Карло, через восемь месяцев после смерти композитора. Выдающиеся теноры (уровня Франческо Таманьо и Энрико Карузо) часто выбирали эту оперу в качестве своего бенефиса. В театре Ла Скала её поставили в 1940 году с участием Беньямино Джильи и Марии Канилья, однако гораздо больший успех сопутствовал постановке, которая 7 декабря 1960 года открыла новый сезон театра: главные партии тогда исполнили легенды «золотого века» итальянской оперы — Мария Каллас, Франко Корелли и Этторе Бастьянини.
Оригинальный текст первой редакции оперы (без последующих цензурных правок) был впервые использован в римской постановке 1988 года. За два года до этого Хосе Каррерас с большим успехом исполнил партию Полиевкта в постановке Венской оперы, где также были заняты К. Риччарелли, Х. Понс и Л. Полгар. 
В 1993 году по инициативе католикоса Вазгена I в рамках подготовки к празднованию 1700-летия армянского христианства режиссёр Тигран Левонян поставил «Полиевкта» в Ереванском театре оперы и балета, а его супруга Гоар Гаспарян перевела либретто на армянский язык. С тех пор «Полиевкт» не раз возобновлялся на этой сцене иными режиссёрами.
В России опера по сути неизвестна (единственное исполнение на сцене Большого театра — в 1872 году).

## Основные действующие лица
- Полиевкт, римский патриций (тенор)
- Паулина, его жена (сопрано)
- Север, проконсул (баритон)
- Каллисфен, жрец (бас)
- Феликс, отец Паулины (бас)
- Неарх, христианский священник (тенор)

Эскизы костюмов для премьеры «Мучеников» в 1840 году
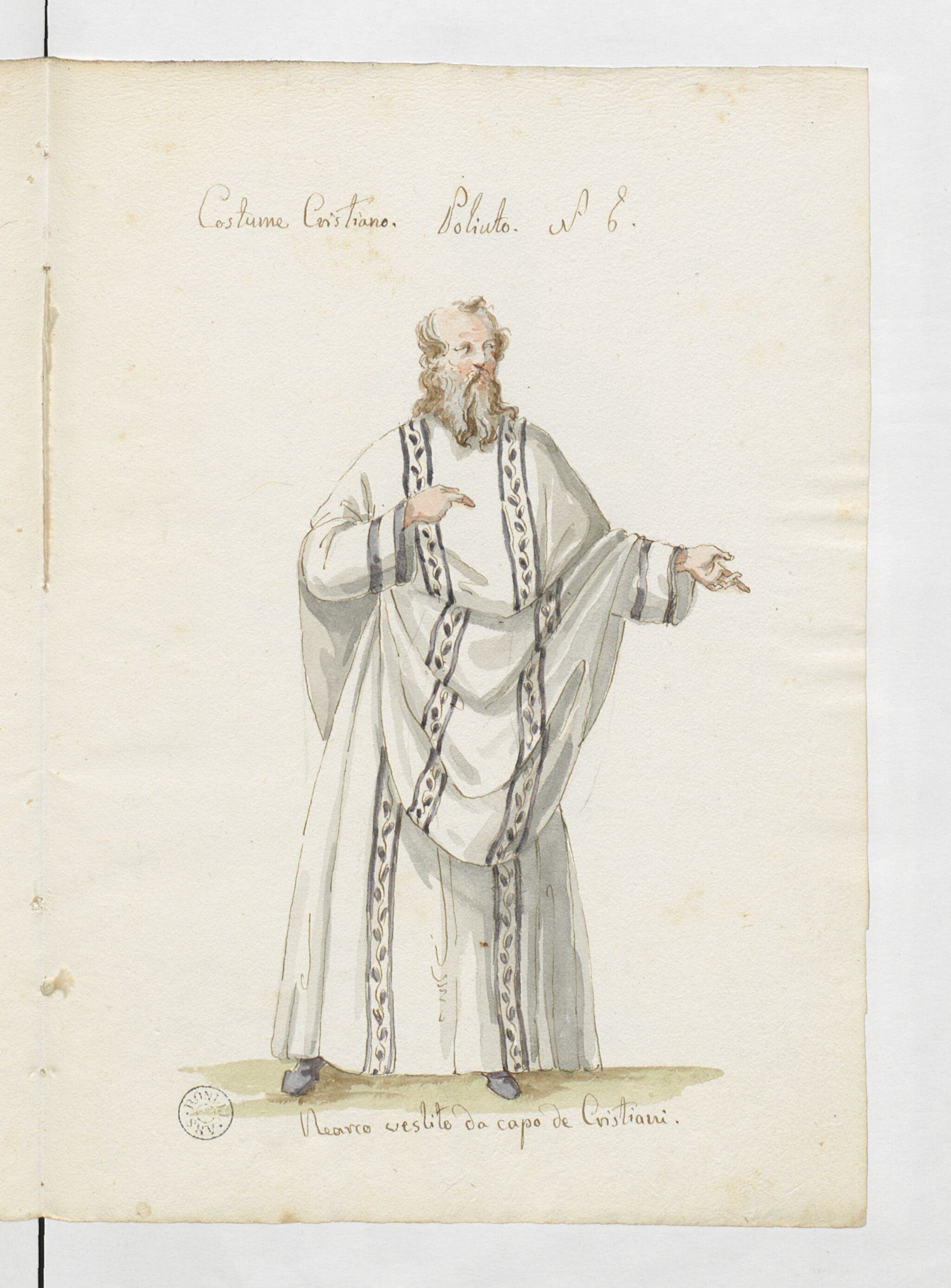
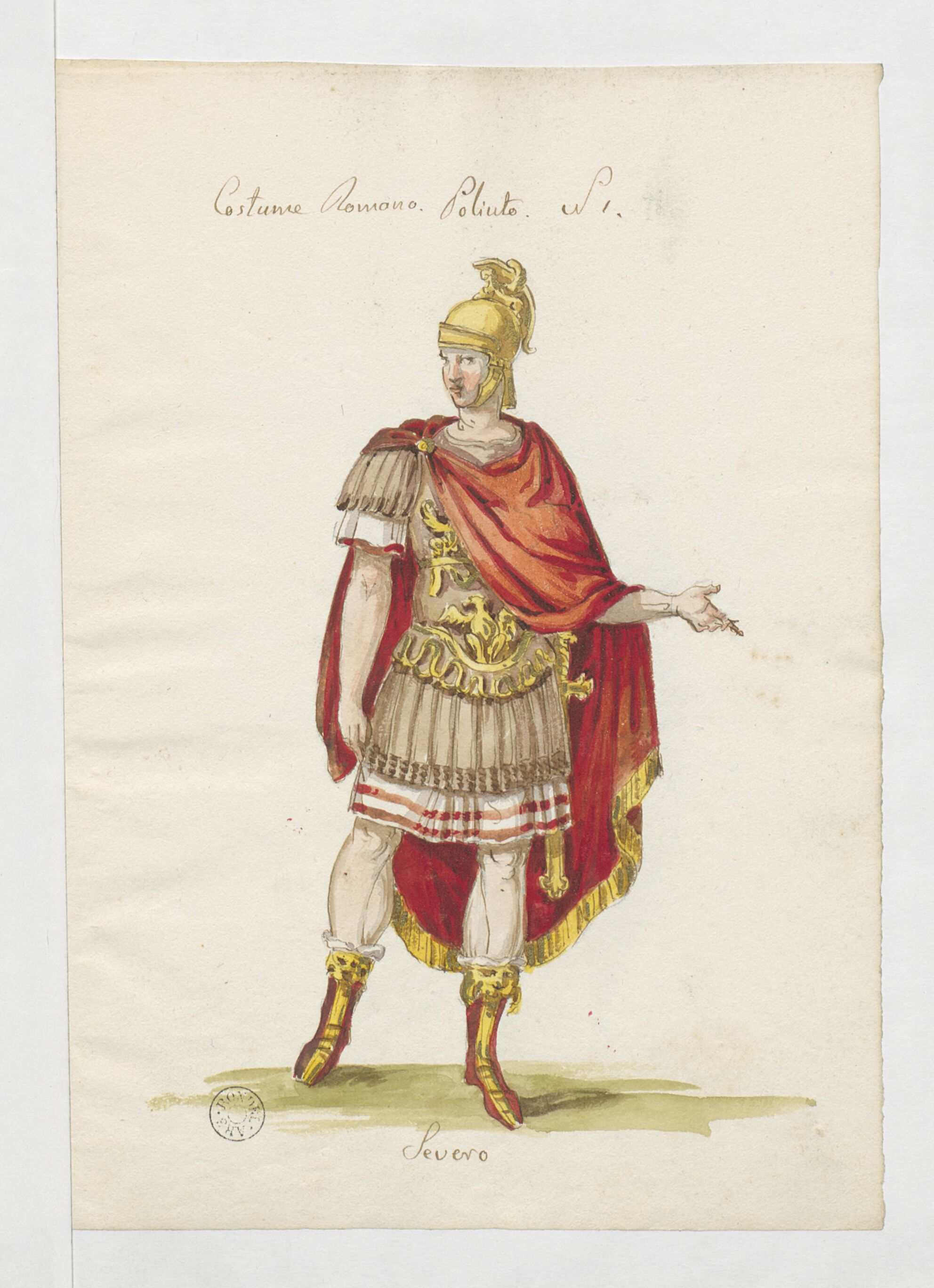
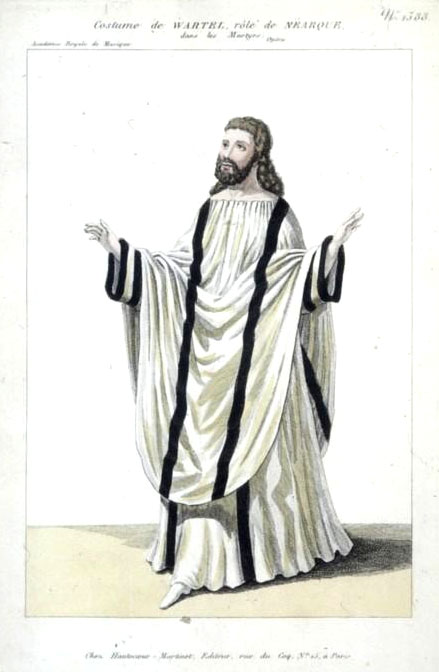
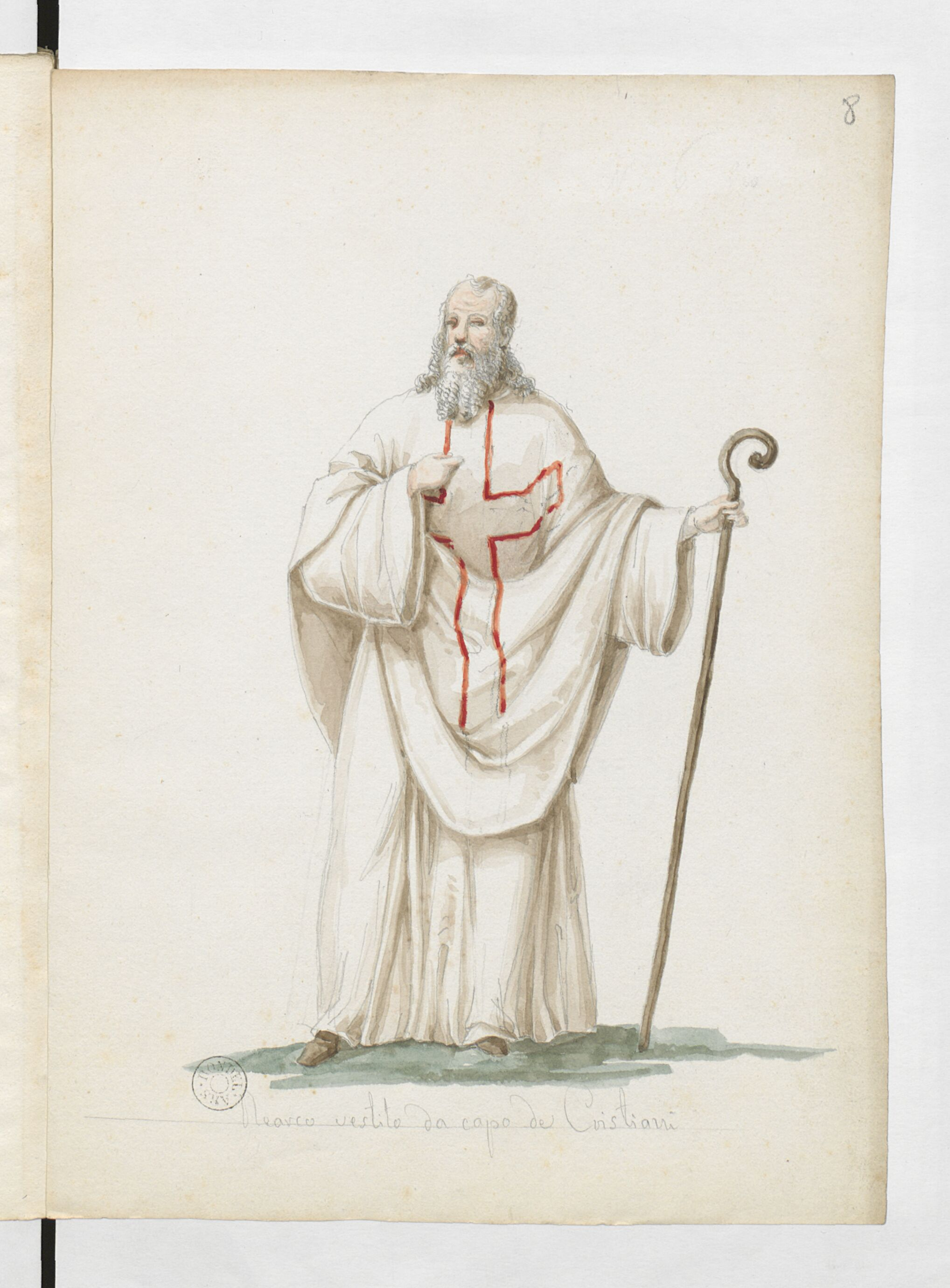
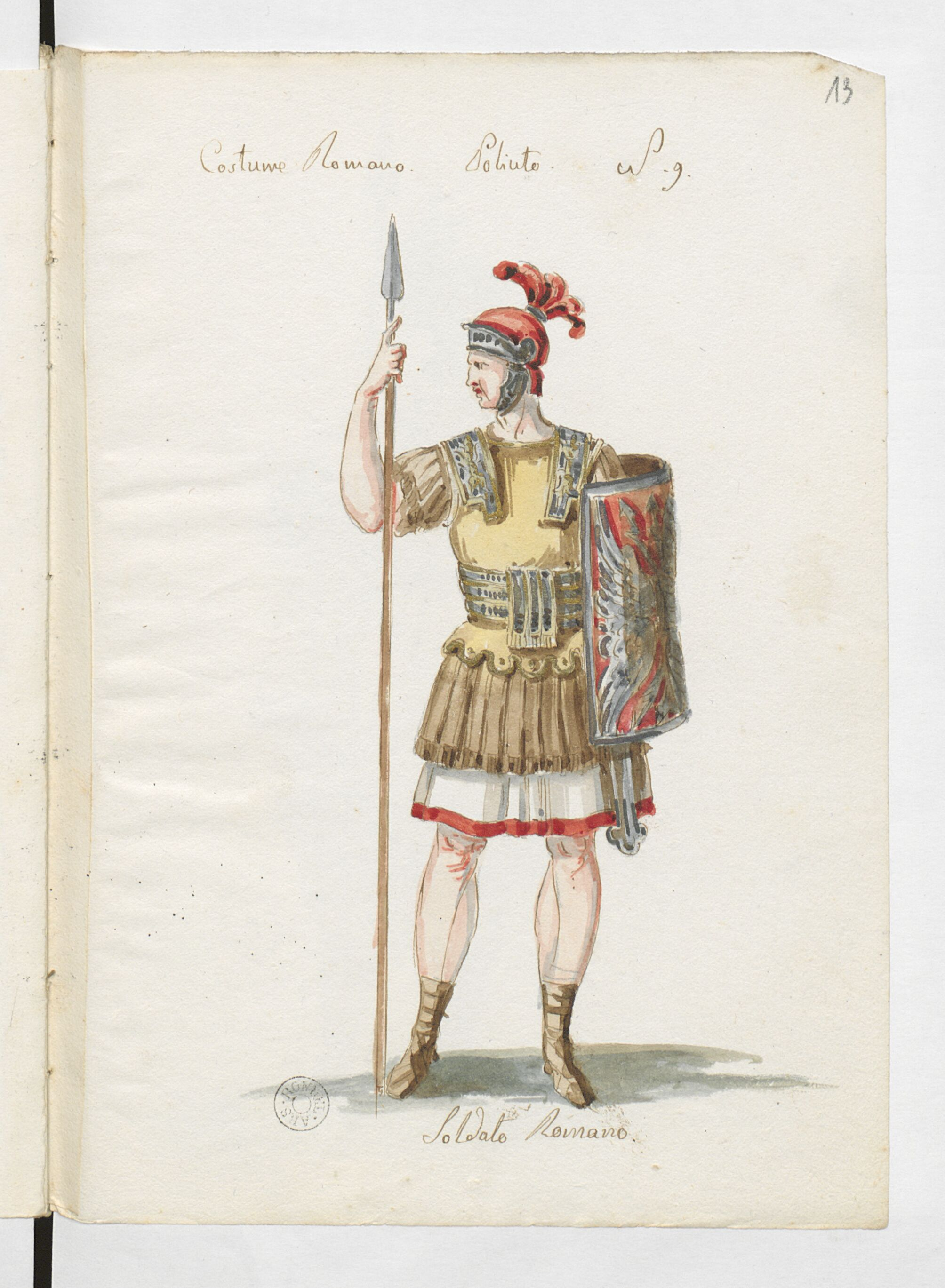

## Сюжет
Во времена римских гонений на христиан Полиевкт — главный магистрат города Мелитена в Каппадокии — принимает крещение в потаенной пещере, не зная, что за ним следит его жена Паулина, заподозрившая его обращение в новую веру. Неарх, его собрат по вере, умоляет её хранить тайну, так как ее отец Феликс, наместник, запретил принимать христианство под страхом смерти. Паулина также тревожится из-за прибытия Севера, её бывшего возлюбленного и нового римского проконсула, которого она, вступая в брак с Полиевктом, считала погибшим. 
В доме Феликса Каллисфен, верховный жрец Юпитера и отвергнутый воздыхатель Паулины, подстраивает её встречу с Севером, свидетелем которой становится Полиевкт. Сгорая от ревности, он клянётся отомстить неверной. Власти берут Неарха под стражу и подвергают допросу. Во время допроса Полиевкт прямо в храме Юпитера исповедует свою христианскую веру, проклинает Юпитера и отрекается от Паулины. Его вместе с Неархом отправляют в темницу. Паулина навещает супруга в камере, умоляя отречься от христианства. Следует его отказ и раскрытие интриг Каллисфена. Паулина принимает христианство, и супруги вместе идут на казнь.